# Пальшин, Евгений Сергеевич
Евгений Сергеевич Пальшин (1923 - ???) — учёный-химик, лауреат премии имени В. Г. Хлопина (1974).
Участник ВОВ. С 1941 по 1946 годы находился в рядах Советской Армии.
В 1951 году - окончил химический факультет МГУ, специальность «химик-неорганик», в дальнейшем работал в ГЕОХИ АН СССР.
В 1958 году - защитил кандидатскую диссертацию
С 1963 года – старший научный сотрудник.
Основное направление работ – аналитическая химия актинидных элементов. 
Работами группы Пальшина разработаны эффективные методы выделения протактиния из природного сырья и из технических продуктов.
Автор более 50 статей, монографии в соавторстве и имеет 3 авторских свидетельства.

## Награды
- Медаль «За отвагу»
- Медаль «За победу над Германией в Великой Отечественной войне 1941—1945 гг.»
- Премия имени В. Г. Хлопина (за 1974 год, совместно с Б. Ф. Мясоедовым, А. В. Давыдовым) - за серию работ по аналитической химии протактиния